# AEL Limassol BC
Proteas EKA AEL (stari naziv DTL-EKA AEL) je muška košarkaška sekcija sportskog društva AEL Limassol. U tom sportskom društvu osim košarkaškog odjela postoji nogometni, rukometni i biciklistički odjel te odjel za kuglanje. To je ujedno jedini ciparski klub koji je osvojio neki Eurokup (FIBA Regional Challenge - grupa Jug).

## Uspjesi
FIBA Regional Challenge - konferencija Jug
- Pobjednik: 2003.

Prvak Cipra: 1974., 1978., 1980., 1982., 1983., 1985., 1987., 1988., 2003., 2004., 2005., 2006. 

Pobjednik Kupa Cipra: 1978., 1980., 1981., 1982., 1983., 1985., 2004. 

Pobjednik Superkupa Cipra: 1985., 1998., 2003., 2005.